# Flowery Branch
Flowery Branch è una città degli Stati Uniti d'America, situata in Georgia, nella Contea di Hall.